# Forces armées belges
 (novembre 2023).
La mise en forme du texte ne suit pas les recommandations de Wikipédia : il faut le « wikifier ».
Les points d'amélioration suivants sont les cas les plus fréquents. Le détail des points à revoir est peut-être précisé sur la page de discussion.
- Les titres sont pré-formatés par le logiciel. Ils ne sont ni en capitales, ni en gras.
- Le texte ne doit pas être écrit en capitales (les noms de famille non plus), ni en gras, ni en italique, ni en « petit »…
- Le gras n'est utilisé que pour surligner le titre de l'article dans l'introduction, une seule fois.
- L'italique est rarement utilisé : mots en langue étrangère, titres d'œuvres, noms de bateaux, etc.
- Les citations ne sont pas en italique mais en corps de texte normal. Elles sont entourées par des guillemets français : « et ».
- Les listes à puces sont à éviter, des paragraphes rédigés étant largement préférés. Les tableaux sont à réserver à la présentation de données structurées (résultats, etc.).
- Les appels de note de bas de page (petits chiffres en exposant, introduits par l'outil «  Source ») sont à placer entre la fin de phrase et le point final[comme ça].
- Les liens internes (vers d'autres articles de Wikipédia) sont à choisir avec parcimonie. Créez des liens vers des articles approfondissant le sujet. Les termes génériques sans rapport avec le sujet sont à éviter, ainsi que les répétitions de liens vers un même terme.
- Les liens externes sont à placer uniquement dans une section « Liens externes », à la fin de l'article. Ces liens sont à choisir avec parcimonie suivant les règles définies. Si un lien sert de source à l'article, son insertion dans le texte est à faire par les notes de bas de page.
- La présentation des références doit suivre les conventions bibliographiques. Il est recommandé d'utiliser les modèles {{Ouvrage}}, {{Chapitre}}, {{Article}}, {{Lien web}} et/ou {{Bibliographie}}. Le mode d'édition visuel peut mettre en forme automatiquement les références.
- Insérer une infobox (cadre d'informations à droite) n'est pas obligatoire pour parachever la mise en page.

Pour une aide détaillée, merci de consulter Aide:Wikification.
Si vous pensez que ces points ont été résolus, vous pouvez retirer ce bandeau et améliorer la mise en forme d'un autre article.
Les forces armées belges (en français : La Défense, en néerlandais : Defensie, en anglais : Belgian Defence) constituent la puissance militaire du royaume de Belgique.
Ses unités sont réparties en cinq forces de combat depuis un arrêté royal du 30 juin 2025 : 
- Force terrestre (Landmacht en néerlandais) ;
- Force aérienne (Luchtmacht) ;
- Marine (Marine) ;
- Service médical (Medische Dienst) ;
- Force cyber (Cybermacht).

Chacune est sous la tutelle d'un officier général.
Au 1er mars 2021, la Défense compte 24 862 militaires répartis comme tel : 9 250 dans la composante terre, 4 900 dans la composante air, 1 300 dans la marine et 1 340 au service médical. Il faut y ajouter également les autres militaires qui ne font pas partie d’une des quatre composantes et appartiennent à des états-majors ou à des unités ne faisant pas partie d’une des quatre composantes. La Défense compte également 5 878 réservistes dont 2 540 dans la réserve entraînée et 3 338 dans la réserve non entraînée. Le recrutement y est essentiellement basé sur le volontariat de carrière depuis la suspension du service militaire le 1er mars 1995.
Du point de vue constitutionnel, le roi est le chef des armées. Il s'appuie cependant sur une structure composée d'un ministre de la Défense qui chapeaute à son tour le travail du Chef de la Défense, la plus haute autorité militaire du pays. Ce dernier prépare les éléments pour l'élaboration de la politique de la Défense nationale et conseille son autorité de tutelle au sujet des opérations planifiées et en cours. Il assure également le suivi des décisions politiques arrêtées par le Gouvernement fédéral, ainsi que la gestion administrative du département public concerné.
La Belgique est également membre fondateur de l’Organisation du traité de l'Atlantique nord (OTAN), dont le siège politique se trouve à Bruxelles tandis que le Grand Quartier général des puissances alliées en Europe est établi en Hainaut (Casteau) depuis 1967.

## Histoire

### Origines

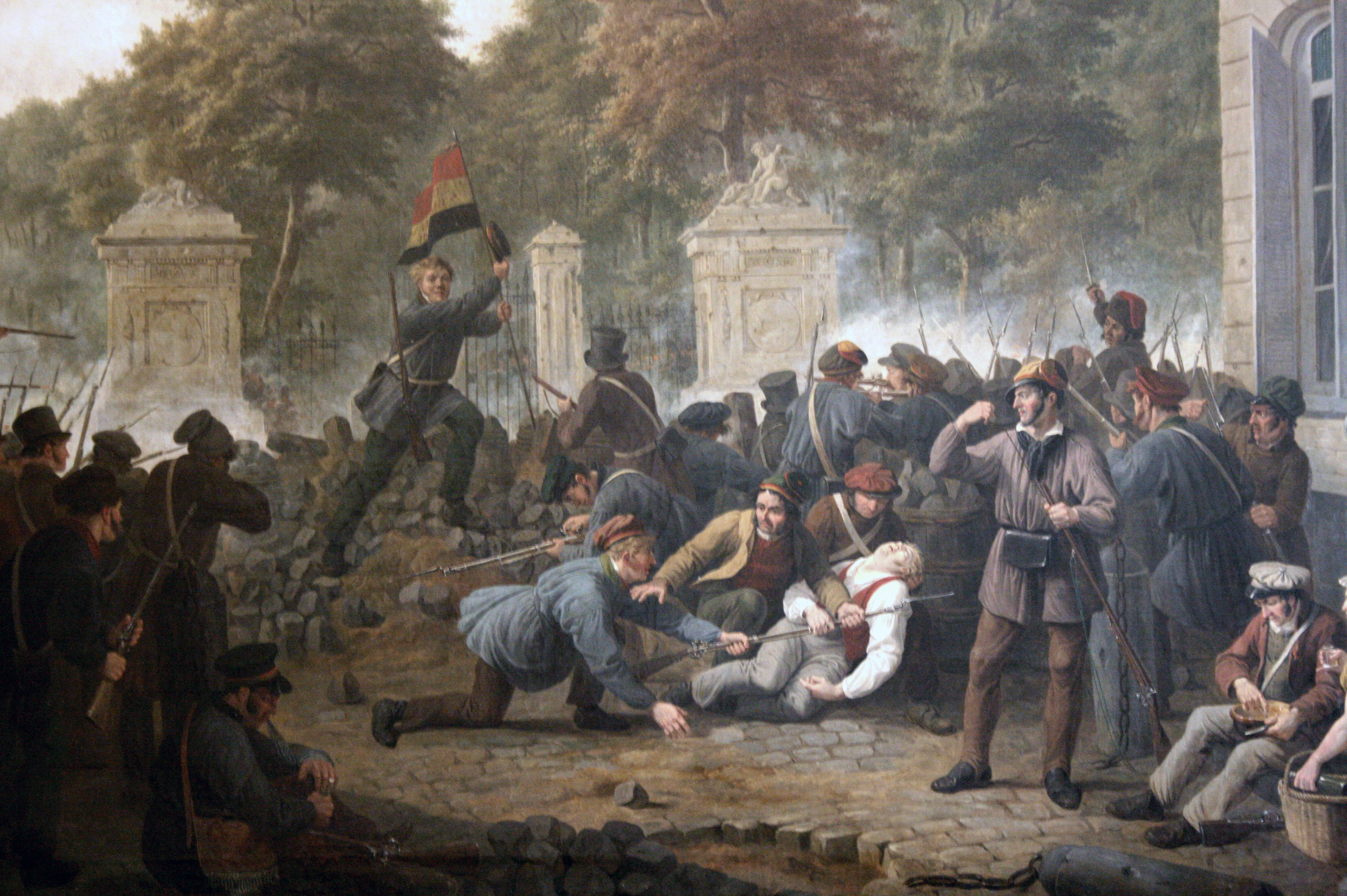
L'armée belge se forme après la révolution belge et l'indépendance de la Belgique du 4 octobre 1830 (ici un tableau illustrant les Journées de Septembre dans le parc de Bruxelles, défendus par les insurgés belges).

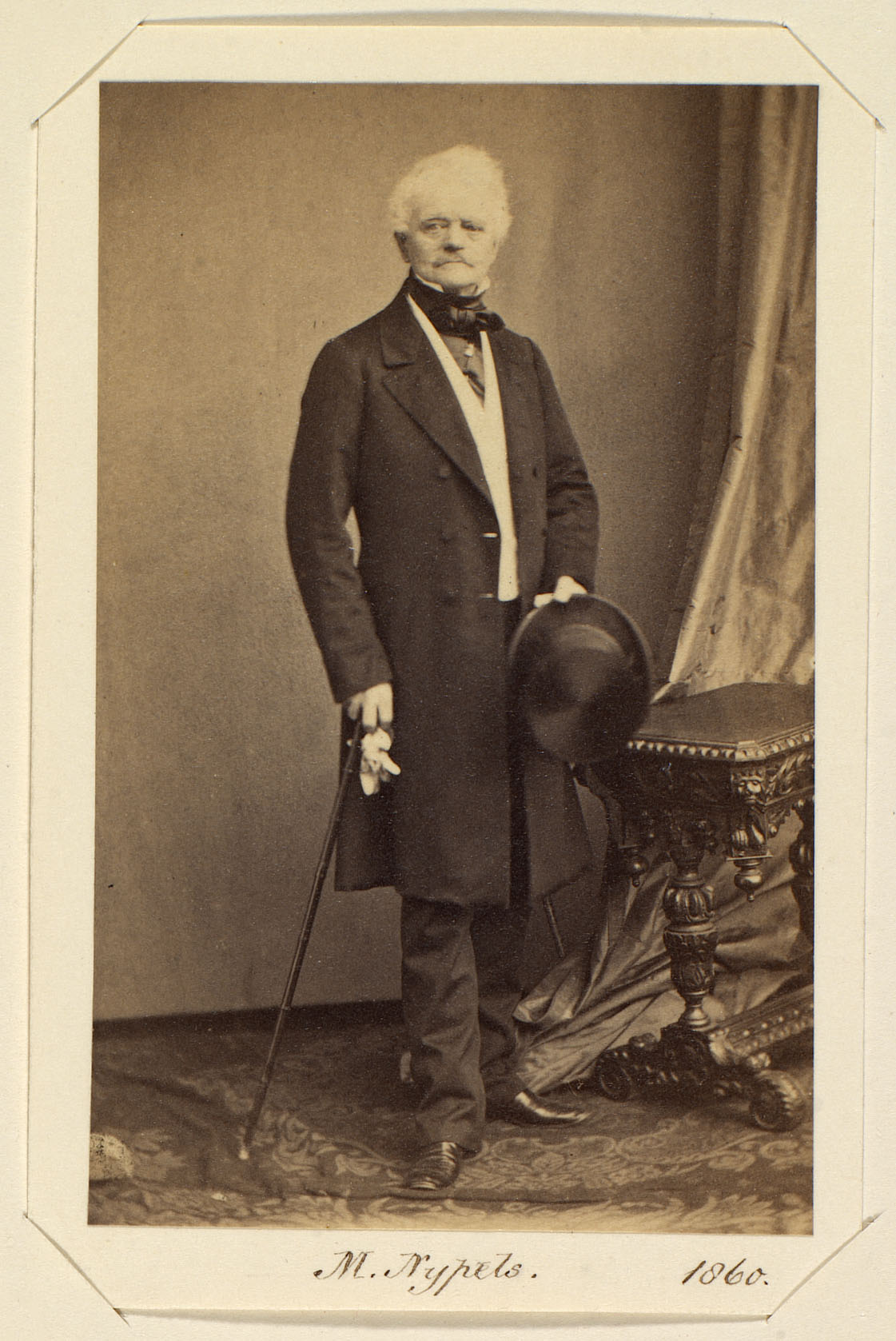
Le général Lambert Nypels fut chargé d'organiser les différents corps francs de volontaires de la révolution belge de 1830 afin de créer la première armée de la Belgique.

La révolution belge commence avec l'insurrection de 1830 dans les Pays-Bas méridionaux puis se militarise lors des Journées de Septembre où les volontaires venus de tout le pays et de l'étranger s'organisent en corps francs et chassent l'armée néerlandaise de Bruxelles. Le gouvernement provisoire de Belgique proclame alors unilatéralement l'indépendance du Royaume uni des Pays-Bas le 4 octobre 1830 et commence à organiser une armée nationale, puisque la guerre belgo-néerlandaise fait rage.
Le premier commissaire à la guerre fut André Jolly, nommé le 27 septembre. Une « commission de Guerre » est créée dès le 14 octobre, composée de Lambert Nypels, d'Albert Goblet d'Alviella et de Louis Brixhe. Dissoute, elle devient le 27 octobre le « comité de la Guerre » et comprend tout d'abord six officiers : le général Nypels lui-même, le général Charles Goethals, le colonel Louis Brixhe, le lieutenant-colonel d'artillerie de Ghistelles, l'intendant de Bassompierre et le colonel Albert Goblet.
Dès octobre, Lambert Nypels est chargé de réorganiser les corps francs et forme trois brigades : 
- La 1re brigade, sous les ordres de Charles Niellon
- La 2e brigade, commandée par le colonel Delescaille
- La 3e brigade, commandée par Anne François Mellinet

En décembre, l'armée comptait 32 000 soldats réguliers et 6 000 volontaires.

#### Artillerie
Le comité de la Guerre crée, entre novembre et décembre 1830 : 
- Corps d'artillerie de campagne à pieds : cinq compagnies à Mons et cinq autres à Tournai ;
- Corps d'artillerie de siège : cinq 5 compagnies à Ypres, cinq à Namur, cinq à Liège et une compagnie de canonniers sédentaires à Charleroi ;
- A cela s’ajoutent une compagnie d'ouvriers à Anvers et deux compagnies du train des équipages à Liège.

#### Cavalerie

Officiers et lanciers de la cavalerie belge en 1830.

Les trois régiments de cavalerie de l'ancienne armée néerlandaise s'étaient pratiquement dissous lors de la révolution belge. Le choix fut donné aux anciens cavaliers de rejoindre la nouvelle armée ou de devenir prisonnier de guerre. La remise de leur monture et de leur équipement au nouvel état belge fut faite contre une prime de 100 florins. Un arrêté avait du Régent de Belgique fixa le nombre de régiments de cavalerie à cinq :
- Le 1er régiment de chasseurs à cheval, à Tournai ;
- Le 2e régiment de chasseurs à cheval, à Gand ;
- Le 1er régiment de lanciers à Tervuren ;
- Le 2e régiment de lanciers à Namur ;
- La compagnie franche des Cosaques de la Meuse

#### Génie
Les premières unités du génie militaire furent réparties en cinq compagnies de mineurs, sapeurs et pionniers, basés à Mons et à Bruxelles.

#### Infanterie
Les premières unités de l'armée belge furent créées par arrêté du régent de Belgique le 16 octobre 1830 sur les cendres des afdelingen des provinces du sud des forces armées du Royaume uni des Pays-Bas, dont la Belgique venait de se proclamer indépendante quelques jours auparavant, le 4 octobre. Ces régiments organisés par le général Charles Goethals, étaient majoritairement formés par les déserteurs de l'armée ainsi que par les volontaires de la révolution belge de 1830 qui s'étaient alors organisés en corps francs et avaient chassé l'armée néerlandaise de Bruxelles lors des Journées de Septembre.
| Régiment              | ancien nom                 | ancienne afdeeling  | Commandant(s) |
| --------------------- | -------------------------- | ------------------- | ------------- |
| 1er régiment de ligne | Régiment de Bruxelles      | 1ste afdeeling (nl) |               |
| 2e régiment de ligne  | Régiment de Namur          | 12de afdeeling      |               |
| 3e régiment de ligne  | Régiment de Mons           | 3de afdeeling       |               |
| 4e régiment de ligne  | Régiment de Tournai        | 4de afdeeling       |               |
| 5e régiment de ligne  | Régiment de Maastricht     | 14de afdeeling      |               |
| 6e régiment de ligne  | Régiment de Bruges         | 6de afdeeling       |               |
| 7e régiment de ligne  | Régiment d'Anvers          | 15de afdeeling      |               |
| 8e régiment de ligne  | régiment d'Ypres           | 16de afdeeling      |               |
| 9e régiment de ligne  | Régiment de Gand           | 9de afdeeling       |               |
| 10e régiment de ligne | Deuxième régiment de Namur | 18de afdeeling      |               |
| 11e régiment de ligne | Régiment de Liège          | 11de afdeeling      |               |

#### Marine
La marine belge est créée le 15 janvier 1831 avec deux brigantins et quatre canonnières.

### 19esiècle

#### Guerre belgo-néerlandaise

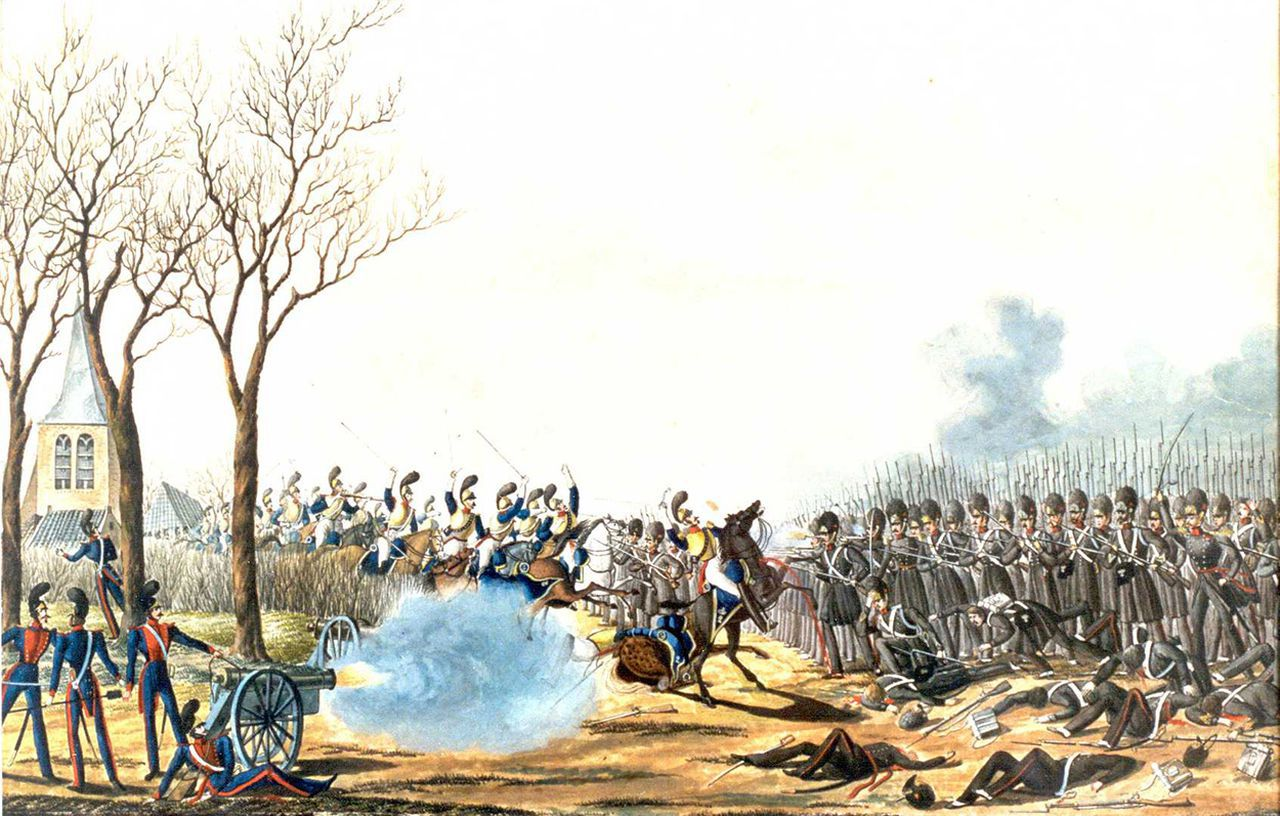
La bataille d'Houthalen pendant la Campagne des Dix-Jours de la guerre belgo-néerlandaise, le 6 aout 1831.

À la suite de la proclamation de l'indépendance de la Belgique par le gouvernement provisoire le 4 octobre 1830, l'armée belge entre de facto dans la guerre belgo-néerlandaise. Après être parvenue à chasser l'armée  du roi Guillaume, elle subit un revers lors de la Campagne des Dix-Jours en août 1831 où elle ne doit son salut qu'à l'intervention d'une corps expéditionnaire de l'armée française, l'armée du Nord, qui permet de vaincre les Néerlandais mais qui décrédibilise toutefois la Belgique, obligée de signer un traité qui lui est nettement moins favorable que les précédents : le traité des XXVII articles. La guerre se conclut officiellement le 18 novembre 1833 par la convention de Zonhoven. 

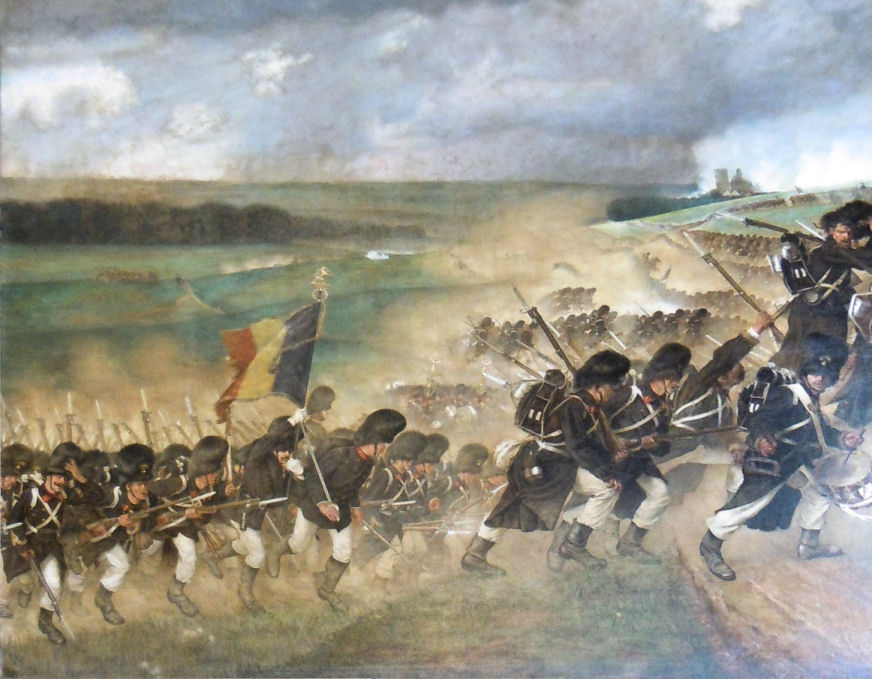
L'assaut de Montaigu, peinture représentant les grenadiers belges lors de manœuvres en 1894.

### Première Guerre mondiale

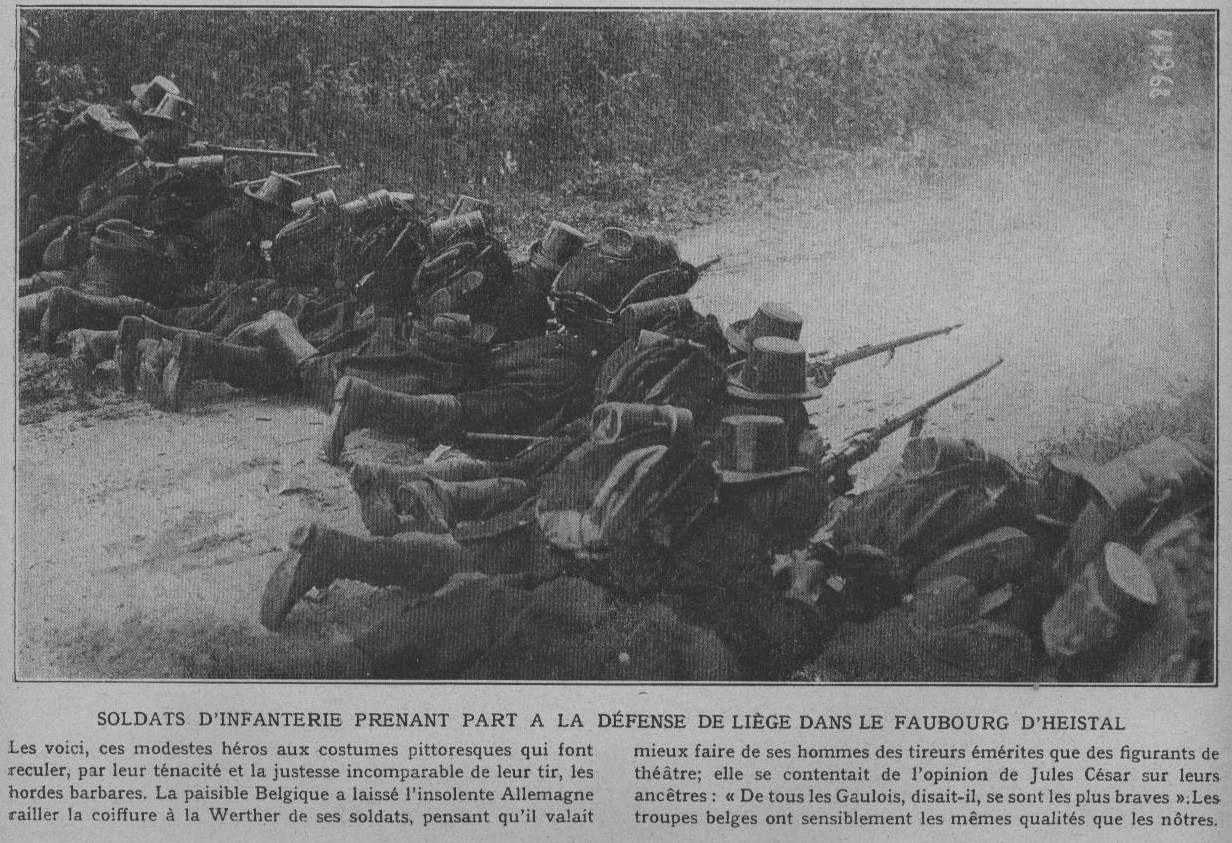
En 1914, l'armée belge s’entraîne.

En 1913, le service militaire personnel, obligatoire et universel est instauré en Belgique. En août 1914, l’armée belge était en pleine restructuration à la suite de cette mesure et l’occupation rapide du territoire belge fit que seulement 20 % des hommes mobilisables furent incorporés. En définitive, 350 000 hommes firent partie de l’armée belge. Un tiers ne participa pas directement aux combats.
Envahie par surprise par l'Allemagne impériale qui déploya 600 000 hommes de la Deutsches Heer, la petite armée belge comptant 117 000 hommes mal équipés réussit, pendant une dizaine de jours, à retenir l'armée allemande en avant de Liège, combattant dans les intervalles des forts et avec l'appui de ceux-ci. Cette stratégie de combats était fondée sur la conception napoléonienne de l'avant-garde générale chargée de retenir une partie des forces ennemies pour l'empêcher de se joindre au corps principal. En la circonstance, c'est l'armée française qui assure le rôle de corps principal. À l'époque, les autorités et l'opinion publique françaises célébrèrent cette résistance belge à laquelle les Allemands ne s'attendaient pas. En effet, c'est en retardant les Allemands que les Belges permirent aux armées françaises de contre-attaquer sur la Marne en profitant du vide laissé entre deux armées allemandes pour surprendre celles-ci au cours de la manœuvre qu'elles effectuaient pour se rassembler en vue de ce que l'empereur d'Allemagne Guillaume II croyait être l'attaque victorieuse qui allait lui permettre d'entrer à Paris en vainqueur. Après la bataille de Haelen où la cavalerie allemande est vaincue, ainsi que son infanterie d'appui, par quelques divisions belges, ce sera le siège d'Anvers durant lequel, pendant un mois, l'armée belge contint des troupes allemandes au cours de trois sorties s'appuyant sur les trois ceintures fortifiées de ce qui était la plus importante place forte d'Europe. Ayant ainsi rempli son rôle de distraire le maximum de forces allemandes, l'armée belge parvint sur l'Yser par un mouvement de rocade le long du flanc allemand. Après deux mois de combats, l'armée prit position aux côtés des Alliés dans le secteur du fleuve Yser selon la conception classique de la réunion des forces. Une bataille décisive s'engage gagnée en liaison avec les franco-anglais en tirant parti des inondations tendues par le génie belge.
Pendant quatre ans, sous le commandement du roi Albert Ier, l'armée belge allait assurer la garde de l'important secteur de l'aile gauche alliée entre Nieuport, sur le littoral, et Ypres avec l'aide des forces de l'Entente mais ne participa à aucune des grandes offensives alliées, jugées inutilement coûteuses en hommes et inutiles sur le plan militaire par le roi des Belges.
En 1916, un corps d'autos blindées belges comptant après renfort 444 hommes retirés du front de l'Yser est envoyé aider l'Empire russe. Il se retrouve aux côtés d'un corps identique envoyé par les Britanniques sur le front de l'Est.
En Afrique, les états-majors et les officiers belges à la tête des troupes coloniales dont la Force publique, après avoir porté secours aux Français aux prises avec les Allemands au Togo, allaient remporter plusieurs batailles contre les forces allemandes de l'Afrique orientale allemande jusqu'à la victoire de Tabora remportée sous le commandement du général Tombeur et à celle de Mahenge sous les ordres du lieutenant-colonel Huyghé.
En Belgique, après quatre ans de guerre, à la date du 26 mai 1918, l'armée compte 166 000 hommes dont 141 974 combattants, formant douze divisions d'infanterie et une division de cavalerie. Elle dispose de 129 avions et de 952 canons de tous calibres. À partir de septembre 1918, l'armée belge participe à l'offensive générale des forces alliées jusqu'à la victoire finale du 11 novembre. Elle avait ainsi accompli sa mission de défense du territoire national, achevant cette tâche en participant, avec les Alliés, à la libération de la Belgique.
L’armée belge a eu environ 42 987 tués et 44 686 blessés soit un taux de pertes de 11 %, l'un des plus faibles du front occidental, tandis que l'on estime à 62 000 les pertes civiles durant ce conflit. On note des désertions plus nombreuses au fil des années (1 203 en 1916, 5 603 en 1917, 2 778 durant les cinq premiers mois de 1918).
Après la défaite allemande, l'armée belge occupe la région d'Aix-la-Chapelle et une partie de la Rhénanie conjointement avec les Franco-Anglais. Après la fin de cette occupation, le gouvernement belge décidera à nouveau, entre 1921 et 1925, l'occupation de la Rhénanie par l'armée belge conjointement avec l'armée française. C'est une décision politique destinée à faire pression sur l'Allemagne qui ne peut ou ne veut pas payer les indemnités de guerre auxquelles elle a été condamnée par le traité de Versailles.

### Entre-deux-guerres

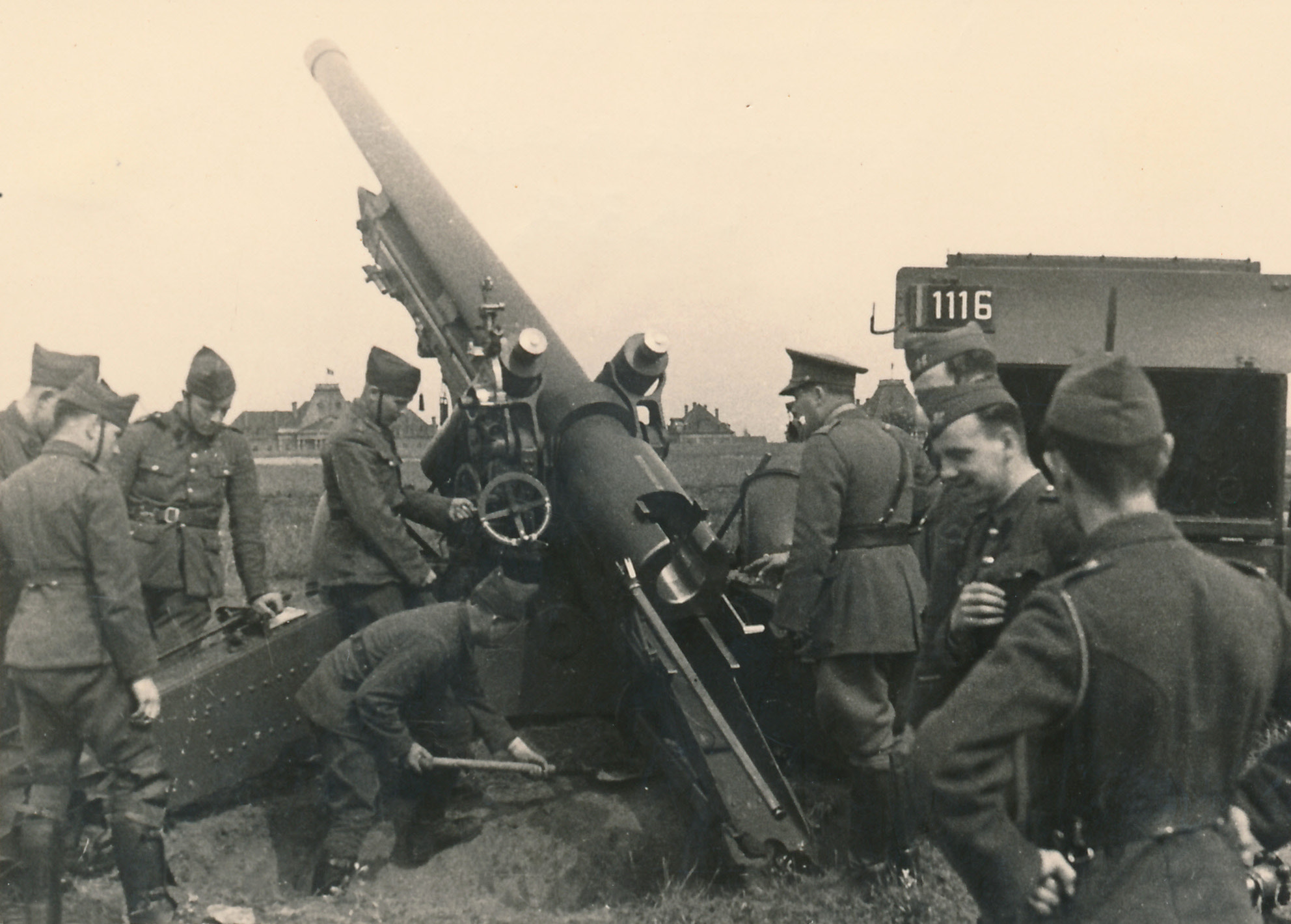
Mise en batterie du canon belge FRC 120 mm mle 1931 par les artilleurs du régiment 26A dans le terrain de la plaine des manœuvres à Ixelles lors de la mobilisation générale de l'armée belge en 1939.

Au lendemain de l'armistice, malgré la victoire de l'armée Belge, le gouvernement ne cherche pas à retenir les leçons de la Grande Guerre. Celle-ci a démontré qu'avec l'aviation et les chars, la défensive n'est plus possible. Dans les derniers mois de la guerre, le maréchal Foch qui commandait les troupes alliées envoya à l'attaque des chars soutenus par l'infanterie et l'aviation avec l'appui de l'artillerie et, en quelques jours, les Alliés stoppèrent l'offensive de l'armée impériale allemande qui plongea rapidement dans la débâcle. Cependant, malgré cette leçon, les gouvernements alliés d'après la guerre, y compris le gouvernement belge, opteront pour une stratégie défensive en vue d'une future guerre. Ainsi, les chars seront-ils attachés à l'infanterie dans une conception destinée à constituer un front linéaire défensif homogène, alors que, dans la conception allemande des années trente, les chars constitueront un corps autonome destiné à effectuer des percées afin de rompre le front ennemi.
Le gouvernement et le parlement belges, enfermés dans la stratégie de 1914, n'attribueront aux forces armées que des dotations minimales en chars et en aviation tout en renforçant les fortifications d'Anvers et, surtout, de la région liégeoise, alors que, en 1914, les forts avaient prouvé leur insuffisance malgré l'appui de l'artillerie et de l'infanterie.
Jusqu'en 1936, la Belgique reste alliée à la France et au Royaume-Uni, puis choisit la neutralité bien que trois ans plus tôt Adolf Hitler ait pris le pouvoir en Allemagne. C'est que, l'inertie de la France et de l'Angleterre face au réarmement allemand et à l'occupation de la Ruhr — interdite aux troupes allemandes par le traité de Versailles — avait démontré, aux yeux des dirigeants belges, qu'il y avait à craindre qu'en cas d'attaque allemande, on ne puisse compter sur un appui efficace des Franco-Anglais. Cependant, Hitler, avide d'une revanche de la défaite de 1918, entamera le réarmement des forces allemandes sur la base d'une nouvelle armée, la Wehrmacht forte en moyens mécaniques. La Belgique, peu équipée en chars et en aviation, ne prend pas conscience de la nouvelle force militaire allemande jusqu'au 1er septembre 1939, lorsque la Wehrmacht envahit la Pologne et que la France et l'Angleterre déclarent la guerre à l'Allemagne. Alors, le roi Léopold III ordonne une mobilisation générale, 650 000 Belges étant mobilisés. Malgré les mises en garde des gouvernements franco-britanniques, le Roi, appuyé par le gouvernement et le parlement, se refuse encore à renouer une alliance avec les alliés de 1914-18, craignant que l'Allemagne d'Hitler n'y voie une provocation et envahisse la Belgique qui, à ce moment, n'est pas prête à une résistance efficace.

### Seconde Guerre mondiale

#### Bataille de Belgique

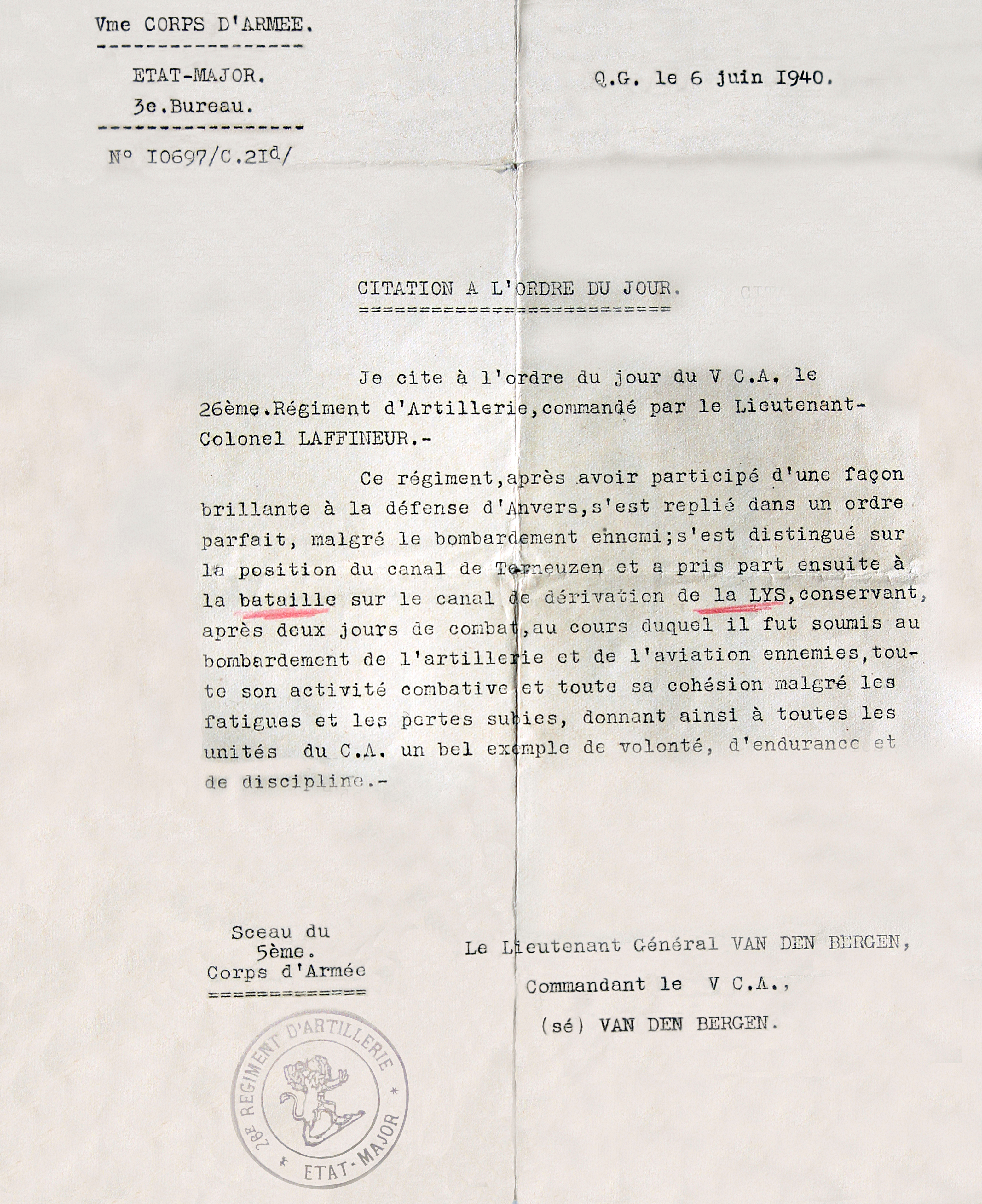
Citation à l’ordre du jour par le Lt-Gén Van den Bergen commandant du Ve corps d’armée belge, du régiment d’artillerie 26A.

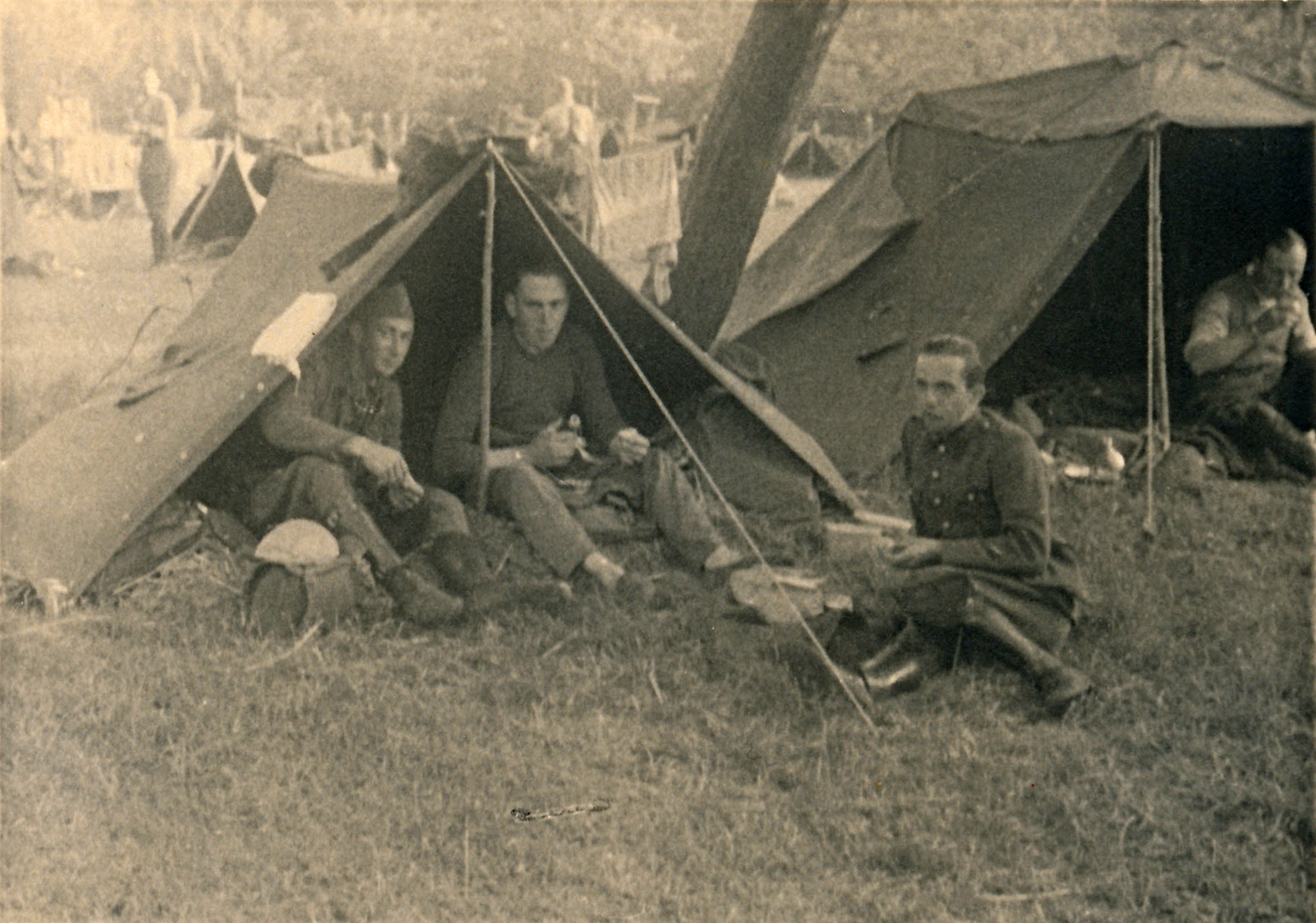
Artilleurs belges du régiment 26A internés fin mai début juin dans le camp provisoire des prisonniers de guerre à Ysendyk (Pays-Bas).

Le 10 mai 1940, l'armée belge est composée de 650 000 soldats, soit 22 divisions, équipés de 100 chenillettes, de 280 blindés équipés d'un excellent canon de 47 mm propre à percer le blindage des chars allemands, de 1 400 pièces d'artillerie et de 250 avions pour les forces aériennes. Lorsque la Wehrmacht attaque la Belgique, au nord, le fort d'Ében-Émael tombe en 24 heures et, au sud, une percée allemande traverse l'Ardenne, malgré 24 heures de résistance des chasseurs ardennais à Bodange, Martelange et Chabrehez et une éphémère victoire de blindés légers belges contre des troupes aéroportées allemandes déposées à Nimy, Witry et Léglise sur les arrières des chasseurs ardennais par des avions légers Fieseler Storch avant même l'arrivée des forces mécanisées franco-britanniques. Inférieurs dans tous les domaines (infanterie, cavalerie mécanisée, artillerie et armée de l'air), les soldats belges résistèrent courageusement sur la Dendre, tout en reculant en liaison avec les forces françaises et anglaises, elles-mêmes surclassées par les envahisseurs, jusqu'à la bataille de la Lys, bataille d'arrêt menée par les Belges pendant cinq jours. Le 28 mai, dix-huit jours après l'attaque des armées allemandes, les débris des armées belges sont encerclés au nord-est de Dunkerque, tandis que les alliés britanniques rembarquent sans rien prévoir pour les Belges. Le roi Léopold III, après avoir prévenu l'attaché militaire anglais lord Keyes que ses troupes voient venir la fin de leurs approvisionnements en vivres et en munitions, accepte la bedingungslose Waffenstreckung, c'est-à-dire une suspension d'armes inconditionnelle imposée par le commandement allemand. Les Français en sont prévenus par des appels radios sur le réseau militaire français. Le gouvernement belge, représenté auprès du roi par le premier ministre Hubert Pierlot et le ministre des Affaires étrangères Paul-Henri Spaak, se désolidarise du roi et se replie en France pour continuer la guerre aux côtés des Alliés à Londres. Cependant, une petite partie des troupes belges encore intactes est évacuée lors de la bataille de Dunkerque.

#### Autres opérations militaires belges
Pour la Belgique, après la défaite, la guerre va continuer, d'abord pendant la bataille aérienne d'Angleterre avec 29 pilotes, puis en Afrique, avec les victoires des troupes coloniales belges contre les Italiens en Abyssinie, notamment par la victoire d'Asosa. Dans l'ensemble, la Belgique manifeste sa participation à la guerre par la constitution de trois escadrilles dans la Royal Air Force et par la reconstitution de forces terrestres, des commandos qui vont effectuer des raids contre les Allemands en Yougoslavie puis, au sud de la Hollande, lors de l'offensive anglaise de 1944.
Pour le reste, les navires marchands belges qui avaient échappé aux troupes allemandes, vont continuer la guerre dans les convois de transports alliés au cours de la bataille de l'Atlantique. En outre, le Congo belge, tandis que ses troupes s'en vont gagner la campagne d'Abyssinie, fournit, pendant toute la guerre, un effort considérable en approvisionnements de céréales et, surtout, la Belgique militarise son industrie stratégique africaine pour la fourniture de minerais stratégiques dont l'uranium par un accord particulier avec les Américains
De 1941 à 1944, les troupes belges libres se battent sur tous les fronts et s'illustrent dans la campagne d'Afrique en recevant la reddition de 7 000 soldats italiens du général Gazzera. Le 6 juin 1944, au débarquement de Normandie, les Belges libres vont libérer une partie de la côte nord de la France et vont compter jusqu'à 100 000 hommes. À la suite de la libération de la Belgique en septembre 1944 et l'entrée du Gouvernement à Bruxelles, 53 000 personnes s’enrôlent dans les diverses unités belges constituées pour les recevoir, mais les infrastructures militaires belges sont insuffisantes ou même détruites. Cinq brigades d’infanterie de 5 000 hommes sont envoyées en Irlande du Nord afin d’y faire leurs classes. En mai 1945, 170 000 soldats sont en service qui poursuivent leur avance jusqu'en Tchécoslovaquie.

#### Nécessité politique pour un gouvernement de disposer de forces armées
Dès la fin de 1940, le Premier ministre ordonne la création des Forces belges libres et la mobilisation de la Force publique du Congo Belge. En Angleterre, outre la constitution de trois escadrilles belges dans la Royal Air Force et la formation d’unités commandos, 539 rescapés des effectifs de 1940, puis des évadés belges du continent constituent en même temps l'effectif de départ d'une nouvelle armée, ce qui va permettre de mettre sur pied la brigade Piron qui, en 1944, participe à la libération de la côte nord de la France, de la Belgique et de Bruxelles. Ces troupes servent, dès la fin de 1944, à la reconstitution, en Belgique même, d'une force de 100 000 hommes qui participe aux offensives contre les Allemands. En Afrique, les 20 000 hommes mobilisés dans les troupes coloniales mises sur pied de guerre — avec des compléments de matériel fournis par les Britanniques et les Français libres de l'Afrique-Équatoriale française — offrent au gouvernement belge un moyen de pression pour participer avec les Alliés au règlement des questions politiques d'après la guerre, cela grâce aux victoires contre les Italiens d'Abyssinie, notamment la reddition d'Asosa avec le butin d'un important matériel. Les fournitures en céréales et en minerais, notamment l'uranium, achèvent de donner un poids international à ce gouvernement.

### La guerre froide et les opérations extérieures
À la fin de la guerre, l'effort belge militaire et économique permet au gouvernement d'intégrer le Gouvernement militaire allié des territoires occupés, puis de participer à toutes les négociations alliées et d'obtenir une zone d'occupation en Allemagne. D'abord intégrée à la zone d'occupation britannique en Allemagne, elle devient spécifiquement belge et grandit pour devenir un « créneau » de l'OTAN, c'est-à-dire une zone militaire considérable s'étendant de la Belgique jusqu'au « rideau de fer ».
Les plus importantes opérations de combats de cette période au lieu en République démocratique du Congo avec l'opération Dragon Rouge et ses suites en 1964 conduit le Régiment Para-Commando.
L'intégration des femmes dans l'armée débute en 1975.
En 1989, en cas de mobilisation générale, elle pouvait mettre en ligne six brigades et une vingtaine de bataillons, 250 avions dont 230 de combat (hors avions d'entraînement), 4 frégates légères et 16 bâtiments de guerre des mines soit, hors gendarmerie belge, plus de 300 000 personnes.

### XXIesiècle

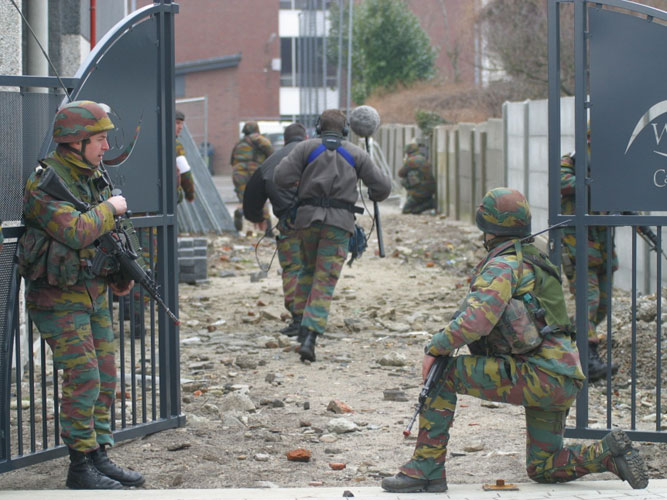
Soldats belges lors d'un exercice en 2006.

Après la fin de la guerre froide, le contingent de l'armée diminue très nettement. En 1989, année de la chute du Mur de Berlin, l'armée belge compte en effet un peu plus de 100 000 hommes. Le contingent se réduit progressivement au début des années 1990 (environ 90 000 en 1992), puis beaucoup plus abruptement au milieu de la décennie, simultanément à la suspension de la conscription (environ 67 000 en 1994 ; 50 000 en 1995). Le nombre d'hommes sous les drapeaux continue par la suite à diminuer progressivement : environ 45 000 en 2000, 42 000 en 2005, 37 000 en 2010. L'ensemble des chars de combat, des obusiers automoteurs et autres engins chenillés sont retirés.
Comparativement à 1992, la fonte des capacités est impressionnante en date de 2015 apparaît certainement comme la plus importante observée en Europe occidentale, toutes proportions gardées : dix fois moins d’effectifs, six fois moins de blindés, cinq fois moins d’avions de combat, quatre fois moins d’artillerie. Cette diminution de l'effectif s'accompagne d'une refondation complète des forces armées dans leur ensemble.

## Structure de la Défense
La structure actuelle de La Défense a été déterminée par arrêté royal du 21 décembre 2001. Celui-ci instaure, à partir du 1er janvier 2002 une administration unique chapeautant les différentes branches armées. Un arrêté royal du 31 décembre 2001 nomme les dirigeants des organes nouvellement créés. Ils entrent en fonction le 1er janvier 2002.
Le ministère de la Défense est la plus haute autorité de forces armées belges (après le roi). Il se compose, autour de la personne du ministre, de différents organes composés aussi bien de militaires que de civils.

### Commandement général
Le principal organe est le commandement général (en néerlandais : algemeen commando) qui, dirigé par le Chef de la Défense (CHOD - Chief of Defence), se compose entre autres de quatre départements d'état-major (chacun dirigé par un sous-chef d'état-major) et de six directions générales (chacune dirigée par un directeur général). Depuis le 4 juillet 2024, le Chef de la Défense est le Général d’aviation Frederik Vansina. 

#### Départements d'état-major
- Le département d'état-major « opérations et entraînement » (ACOS Readiness & Operation) comprend un état-major et les quatre composantes dirigées chacune par un commandant (au 1er septembre 2016 : le général-major Jean-Paul Dekoninck, Aide de Camp du Roi, pour la Composante terre ; le général-major Aviateur Frederik Vansina pour la Composante air ; l'amiral de flottille Georges Heeren pour la Composante marine ; le médecin général-major Pierre Neerinck pour la Composante médicale) et comprenant un quartier général et des unités. Le sous-chef d'état-major « opérations et entraînement » est officiellement le commandant opérationnel de la force d'intervention et en pratique le no 2 de La Défense.
- Le département d'état-major « stratégie » (ACOS Strat) s'occupe de la politique de la défense, des études stratégiques et des plans, qui est dirigé par le lieutenant général Guy Busschenschmidt.
- Le département d'état-major « renseignement et sécurité » (ACOS IS) dirige les opérations de renseignement et la mise en place de la sécurité militaire. Il est dirigé par le lieutenant général Eddy Testelmans.
- Le département d'état-major « santé, environnement, qualité de vie et bien-être » (ACOS WB) s'occupe de la qualité des conditions de travail à La Défense, qui est dirigé par le médecin général-major Geert Laire, Aide de Camp du Roi.

#### Direction générale
- La direction générale « human resources » (DG HR) s'occupe des militaires en tant que personnel, c'est-à-dire de la politique syndicale, linguistique ou de formation. Elle est dirigée par le général-major d'Aviation Hennes, aide de camp du Roi.
- La direction générale « formation » (DG Fmn) s'occupe de la planification des programmes d'études et scolaires et assure la formation au sein du département. Sous la responsabilité a.i. du général-major Henk Robberecht, réside également les grandes écoles, comme l'école royale militaire, l'école royale des sous-officiers et les centres d'instruction de base.
- La direction générale « material resources » (DG MR) s'occupe de la gestion du matériel, de la logistique et de l'infrastructure, et des marchés publics. Elle est dirigée a.i. par le lieutenant-général Frédéric Goetynck.
- La direction générale « appui juridique et médiation » (DG JM) s'occupe d'épauler le personnel de la Défense dans ses procédés juridiques. Elle est dirigée par l'adviseur général Godelieve Poriau.
- La direction générale « budget et finances » (DG BudFin) s'occupe des questions financières générales de l'armée, qui est dirigée par le général-major Thierry Hendrickx
- La direction générale « communication » (DG Com) s'occupe de l'organisation de la communication, et est le point de contact officiel avec les agences et organes de presse. Celle-ci est dirigée par le Général de Brigade d'Aviation Corinne Faut.

### Organigramme
|                                    |                                    |                                    |                                    |                                    |                                    |  |  |                                     |                                     |                                     |                                     |                                     |                                     | Ministère de la Défense |  |                   |                   |                   |                   |                           |                           |                           |                           |                           |                           |                     |                     |                                     |                                     |                                     |                                     |                                     |                                     |
|                                    |                                    |                                    |                                    |                                    |                                    |  |  |                                     |                                     |                                     |                                     |                                     |                                     |                         |  |                   |                   |                   |                   |                           |                           |                           |                           |                           |                           |                     |                     |                                     |                                     |                                     |                                     |                                     |                                     |
|                                    |                                    |                                    |                                    |                                    |                                    |  |  |                                     |                                     |                                     |                                     |                                     |                                     | Commandement général    |  |                   |                   |                   |                   |                           |                           |                           |                           |                           |                           |                     |                     |                                     |                                     |                                     |                                     |                                     |                                     |
|                                    |                                    |                                    |                                    |                                    |                                    |  |  |                                     |                                     |                                     |                                     |                                     |                                     |                         |  |                   |                   |                   |                   |                           |                           |                           |                           |                           |                           |                     |                     |                                     |                                     |                                     |                                     |                                     |                                     |
|                                    |                                    |                                    |                                    |                                    |                                    |  |  |                                     |                                     |                                     |                                     |                                     |                                     |                         |  |                   |                   |                   |                   |                           |                           |                           |                           |                           |                           |                     |                     |                                     |                                     |                                     |                                     |                                     |                                     |
| ACOS « stratégie »                 | ACOS « stratégie »                 | ACOS « stratégie »                 | ACOS « stratégie »                 | ACOS « stratégie »                 | ACOS « stratégie »                 |  |  | ACOS « bien-être »                  | ACOS « bien-être »                  | ACOS « bien-être »                  | ACOS « bien-être »                  | ACOS « bien-être »                  | ACOS « bien-être »                  |                         |  |                   |                   |                   |                   | DG « human resources »    | DG « human resources »    | DG « human resources »    | DG « human resources »    | DG « human resources »    | DG « human resources »    |                     |                     | DG « material resources »           | DG « material resources »           | DG « material resources »           | DG « material resources »           | DG « material resources »           | DG « material resources »           |
| ACOS « stratégie »                 | ACOS « stratégie »                 | ACOS « stratégie »                 | ACOS « stratégie »                 | ACOS « stratégie »                 | ACOS « stratégie »                 |  |  | ACOS « bien-être »                  | ACOS « bien-être »                  | ACOS « bien-être »                  | ACOS « bien-être »                  | ACOS « bien-être »                  | ACOS « bien-être »                  |                         |  |                   |                   |                   |                   | DG « human resources »    | DG « human resources »    | DG « human resources »    | DG « human resources »    | DG « human resources »    | DG « human resources »    |                     |                     | DG « material resources »           | DG « material resources »           | DG « material resources »           | DG « material resources »           | DG « material resources »           | DG « material resources »           |
|                                    |                                    |                                    |                                    |                                    |                                    |  |  |                                     |                                     |                                     |                                     |                                     |                                     |                         |  |                   |                   |                   |                   |                           |                           |                           |                           |                           |                           |                     |                     |                                     |                                     |                                     |                                     |                                     |                                     |
| ACOS « renseignement et sécurité » | ACOS « renseignement et sécurité » | ACOS « renseignement et sécurité » | ACOS « renseignement et sécurité » | ACOS « renseignement et sécurité » | ACOS « renseignement et sécurité » |  |  | ACOS « opérations et entraînement » | ACOS « opérations et entraînement » | ACOS « opérations et entraînement » | ACOS « opérations et entraînement » | ACOS « opérations et entraînement » | ACOS « opérations et entraînement » |                         |  |                   |                   |                   |                   | DG « budget et finances » | DG « budget et finances » | DG « budget et finances » | DG « budget et finances » | DG « budget et finances » | DG « budget et finances » |                     |                     | DG « appui juridique et médiation » | DG « appui juridique et médiation » | DG « appui juridique et médiation » | DG « appui juridique et médiation » | DG « appui juridique et médiation » | DG « appui juridique et médiation » |
| ACOS « renseignement et sécurité » | ACOS « renseignement et sécurité » | ACOS « renseignement et sécurité » | ACOS « renseignement et sécurité » | ACOS « renseignement et sécurité » | ACOS « renseignement et sécurité » |  |  | ACOS « opérations et entraînement » | ACOS « opérations et entraînement » | ACOS « opérations et entraînement » | ACOS « opérations et entraînement » | ACOS « opérations et entraînement » | ACOS « opérations et entraînement » |                         |  |                   |                   |                   |                   | DG « budget et finances » | DG « budget et finances » | DG « budget et finances » | DG « budget et finances » | DG « budget et finances » | DG « budget et finances » |                     |                     | DG « appui juridique et médiation » | DG « appui juridique et médiation » | DG « appui juridique et médiation » | DG « appui juridique et médiation » | DG « appui juridique et médiation » | DG « appui juridique et médiation » |
|                                    |                                    |                                    |                                    |                                    |                                    |  |  |                                     |                                     |                                     |                                     |                                     |                                     |                         |  |                   |                   |                   |                   |                           |                           |                           |                           |                           |                           |                     |                     |                                     |                                     |                                     |                                     |                                     |                                     |
|                                    |                                    |                                    |                                    |                                    |                                    |  |  |                                     |                                     |                                     |                                     |                                     |                                     |                         |  |                   |                   |                   |                   | DG « Formation »          | DG « Formation »          | DG « Formation »          | DG « Formation »          | DG « Formation »          | DG « Formation »          |                     |                     | DG « Communication »                | DG « Communication »                | DG « Communication »                | DG « Communication »                | DG « Communication »                | DG « Communication »                |
|                                    |                                    |                                    |                                    |                                    |                                    |  |  |                                     |                                     |                                     |                                     |                                     |                                     |                         |  |                   |                   |                   |                   | DG « Formation »          | DG « Formation »          | DG « Formation »          | DG « Formation »          | DG « Formation »          | DG « Formation »          |                     |                     | DG « Communication »                | DG « Communication »                | DG « Communication »                | DG « Communication »                | DG « Communication »                | DG « Communication »                |
|                                    |                                    |                                    |                                    |                                    |                                    |  |  |                                     |                                     |                                     |                                     |                                     |                                     |                         |  |                   |                   |                   |                   |                           |                           |                           |                           |                           |                           |                     |                     |                                     |                                     |                                     |                                     |                                     |                                     |
|                                    |                                    |                                    |                                    |                                    |                                    |  |  |                                     |                                     |                                     |                                     |                                     |                                     |                         |  |                   |                   |                   |                   |                           |                           |                           |                           |                           |                           |                     |                     |                                     |                                     |                                     |                                     |                                     |                                     |
|                                    |                                    |                                    |                                    |                                    |                                    |  |  |                                     |                                     |                                     |                                     |                                     |                                     |                         |  |                   |                   |                   |                   |                           |                           |                           |                           |                           |                           |                     |                     |                                     |                                     |                                     |                                     |                                     |                                     |
|                                    |                                    |                                    |                                    |                                    |                                    |  |  |                                     |                                     |                                     |                                     |                                     |                                     |                         |  |                   |                   |                   |                   |                           |                           |                           |                           |                           |                           |                     |                     |                                     |                                     |                                     |                                     |                                     |                                     |
| Composante terre                   | Composante terre                   | Composante terre                   | Composante terre                   | Composante terre                   | Composante terre                   |  |  | Composante air                      | Composante air                      | Composante air                      | Composante air                      | Composante air                      | Composante air                      |                         |  | Composante marine | Composante marine | Composante marine | Composante marine | Composante marine         | Composante marine         |                           |                           | Composante médicale       | Composante médicale       | Composante médicale | Composante médicale | Composante médicale                 | Composante médicale                 |                                     |                                     |                                     |                                     |

## Communication de la Défense
La communication de la Défense donne « Priorité à la paix ». On entend par là que la Défense doit être projetable pour intervenir rapidement et prévenir les guerres plutôt que de résister à une invasion massive.
Le recrutement met un accent sur « Sauvez des vies » et le « terrain d'expérience vaste » comme le monde. On note un investissement dans l'image de marque surtout à destination de la jeunesse : stages, prêt gratuit de matériel et même d'infrastructure, journées « portes ouvertes »…

## Forces

### Force terrestre

#### Armement
- - FN Five-seveN : pistolet semi-automatique 5,7 X 28mm OTAN
  - FN SCAR (-L et -H) : fusil d'assaut 5,56 X 45 mm OTAN (FN SCAR-L) et 7,62 X 51mm OTAN (FN SCAR-H) [22]
  - FN P90 : PDW (Personal Defense Weapon) 5,7 X 28mm (utilisé par le Special Forces Group, la Marine, la Composante Médicale, certains détachements d'unités de la composante terre,...)
  - FN FNC : fusil d'assaut 5,56 X 45 mm (remplacé par les FN SCAR-L)
  - FN Minimi : mitrailleuse 5,56 X 45 mm et  7,62 X 51mm [23]
  - FN MAG : mitrailleuse 7,62 X 51mm
  - Accuracy International Arctic Warfare : fusil de précision 7,62 X 51mm  portée utile 800 mètres (remplacé par FN SCAR-H PR et Accuracy International AX-338)
  - Accuracy International AX-338 (lien vers le site de la firme) : fusil de précision .338 Lapua Magnum (portée utile 1200-1600 mètres)
  - FN M2HB-QCB : mitrailleuse .50  / 12,7 x 99mm OTAN M2 HB (Heavy barrel) QCB (Quick change barrel)
  - Remington 870 : fusil à pompe, calibre 12 sous le nom de FFM (Fusil Fonction Multiple)
  - HAFLA DM34 : lance-grenade incendiaire (plus opérationnel, uniquement dépôt munition)
  - M72 LAW : lance-roquette 66 mm (pénétration sur 200 mm d'acier, portée utile de 200 mètres sur cible immobile)
  - MILAN : missile antichar téléguidé: 420 (retiré en 2010)
  - MISTRAL : missile sol-air
  - GIAT LG1 Mark II : obusier tracté de 105 mm (13)
  - Mortier: MO-120 RT-61 de 120 mm (60)
  - Mortier M1 de 81 mm: 81
  - Mortier: M19 de 60 mm
  - Barret M107 A1: fusil anti-matériel .50 BMG  / 12,7 x 99mm OTAN (portée utile + de 1 600 mètres)

#### Véhicules
- Pandur: 31 exemplaires
- Mowag Piranha III: 242+4 RNBC
- ATF Dingo: MPPV 220
- Iveco VLMV Lince: 440
- Mercedes-Benz Unimog: 61 exemplaires
- Fox rapid reaction vehicule: 108 exemplaires[24]
- VBMR Français: 382 exemplaires
- Jaguar Français: 60 exemplaires

### Force aérienne
Ordre de bataille [Quand ?] :

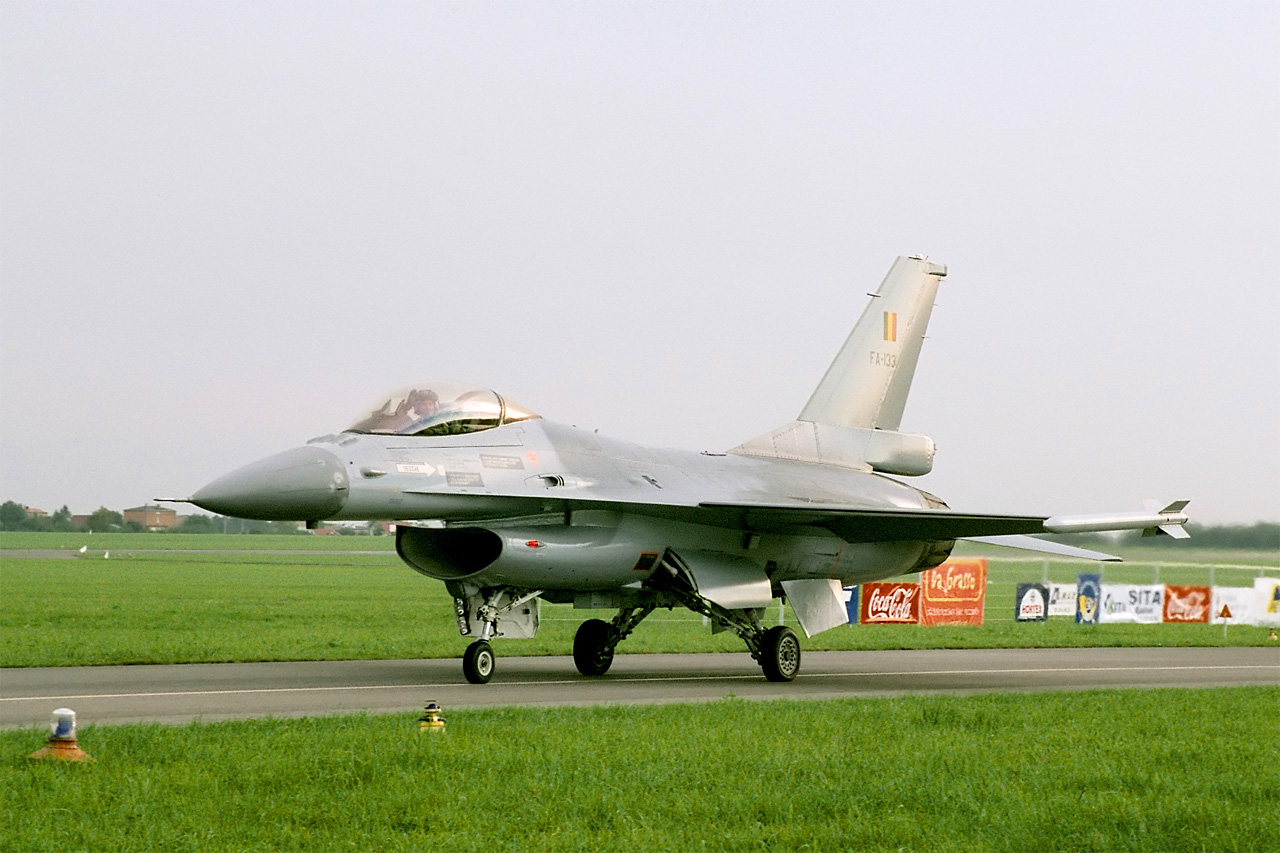
Un F-16 de l'armée de l'air belge.

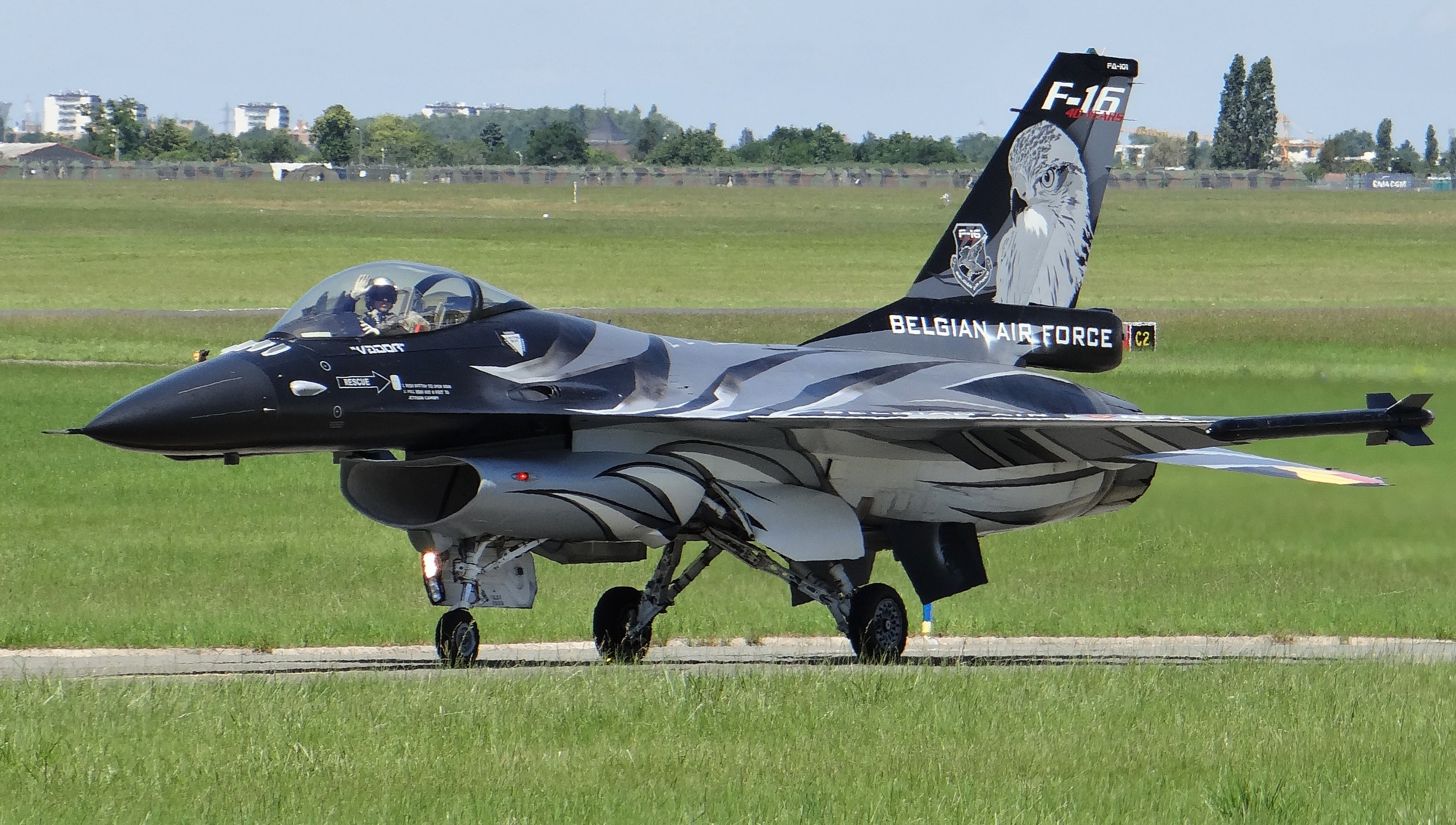
Un F-16 de l'armée de l'air belge au Salon de Paris-Le Bourget, juin 2019.

- Chasse : F-16 Mid-Life Update M6.1 : 52 après la perte de deux appareils en 2018 et 2019[25],[26],[27]. Vers l'horizon 2025, ils seront remplacés par 34 F-35 Lightning II (F-35A). Le dernier F-16 belge devrait définitivement être retiré du service en 2029.
- Transport :
  - C-130H : dix depuis l'incendie survenu dans la nuit du 4 au 5 mai 2006 dans les locaux de Sabena technics à l'aéroport de Bruxelles et qui a détruit le CH-02. En 2007, la force aérienne a racheté un C-130E à la société « Evergreen ». Ce C-130E datant de 1965 à l'origine utilisé comme "chasseur d'ouragans" aux États-Unis, a été après 18 mois de modifications, transformé en C-130H militaire et porte la dénomination CH-13. Le premier C-130 "Hercules" (CH-08), a été enlevé du service le 27 décembre 2017[28]. Les autres ont été retiré du service en 2021 (remplacés par les Airbus A400M).
  - Airbus A400M : 6+ 1 exemplaire luxembourgeois (acheté en collaboration avec la Composante air)[29]. En remplacement des C-130H
  - Airbus A310 : 2 (Remplacés par un A330-300 en 2009).
  - Airbus A330-300 : 1 (Remplacé par l'A321 en 2014)
  - Airbus A321 : 1 basé à Melsbroek (EBMB). En service depuis 2014 en remplacement de l'A330-300.
  - ERJ-135: 2
  - ERJ-145 : 2
  - Falcon-900B : 1
  - Falcon DA-20 : 2
- Drones :  
  - B-Hunter : 16, deux drones abattus en République démocratique du Congo en août 2006. (Déclassés depuis 2019)
  - MQ-9B SkyGuardian : 4 (en commande), livraison du premier appareil prévue en 2024[30].
- Hélicoptères :
  - Agusta A-109 (anciennement équipés de missiles TOW) : 23, 5 ont été vendus au Bénin
  - Agusta A-109 (pour l’observation) : 18
  - Alouette II : (81 achetés au début des années 1960, dernier vol à Bierset en septembre 2009, les 3 derniers exemplaires furent vendus à la police malgache en mars 2010.)
  - Alouette III : 3 (Dernier vol en juillet 2021)
  - Sea King : 4 (à l'origine 10, mais le RS 01 a été retiré du service à la fin de 2008 et offert au Musée royal de l'armée à Bruxelles. Les autres Sea King ont été remplacés par des NH 90 en 2013).
  - NH-90 : 8 (4 TTH et 4 NFH) remplacent les Sea King pour les missions de sauvetages et les appareils Alouette III sur les frégates Léopold 1er (F930) et Louise-Marie (F931).
- Écolage:
  - Alpha Jet: 33 achetés, en restaient 29 basés sur la base française de Cazaux. Par la suite, ils ont été vendus à la société canadienne Top Aces en 2018.
  - SF-260M : 36 (plus que 23 en état de vol, en cours de modernisation depuis 2006.)
  - SF-260D : 9 (version IFR)

### Marine

#### Histoire

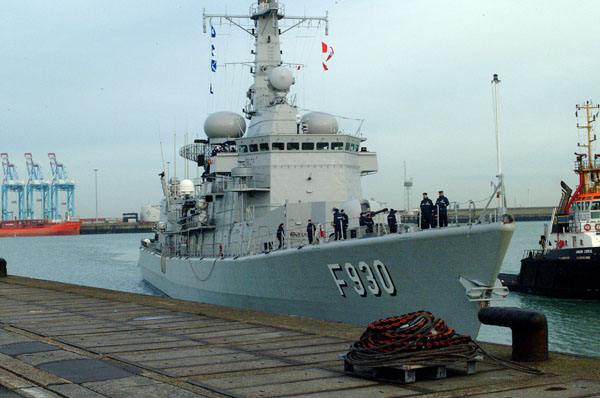
Frégate Léopold Ier.

La Marine belge fut mise sur pied en catastrophe en 1831 pour tenter de bouter hors d'Anvers les Néerlandais et de reprendre le contrôle de l'Escaut. Elle s'appela la Marine royale jusqu'en 1862, date de sa disparition, le gouvernement belge renonçant à la Marine militaire. La Marine royale s'illustra surtout lors des expéditions au Rio Nunez par la goélette Louise Marie et son lieutenant de vaisseau de 1re classe Van Haverbeke ainsi qu'avec son enseigne de vaisseau Guillaume Delcourt, futur Conseiller Maritime du roi Léopold II.
En 1888, le capitaine de vaisseau comte de Borchgrave d'Altena, sert dans la Marine française à bord du cuirassé Suffren ; il sera à l'origine de la nouvelle marine militaire, en créant à Anvers, une petite flottille de 4 canonnières, qui, en 1914, seront bloquées sur l'Escaut par les Hollandais.
Lorsque la première guerre éclate, il n'existe toujours pas de marine militaire belge. Celle-ci se reconstitue au fur et à mesure des nécessités, d'abord sur le lac Tanganyika au Congo, où les Belges doivent faire face à une flottille allemande, puis en 1917 par la création d'un dépôt des équipages à Calais, enfin par la création d'un détachement puis d'un corps de Torpilleurs et Marins à Bruges en 1923. Cependant, en 1927, un arrêté royal supprime à nouveau la Marine militaire belge, le 31 mars.
Bien que le 15 septembre 1939, le ministère mobilise partiellement le Corps de marine et lui affecte trois anciens bateaux-pilotes servant de patrouilleurs, deux vedettes, trois chalutiers et deux remorqueurs, ce sera sous l'impulsion du lieutenant Victor Billet, que la section belge de la Royal Navy sera créée en Angleterre en 1940 et deviendra la Force navale belge, le 1er février 1946.

## Engagements internationaux
En tant que membre de l'UE, de l'OTAN et de l'ONU, la Belgique a participé à plusieurs missions de maintien de la paix de ces différentes organisations. Aujourd'hui, La Défense est encore déployée dans les pays suivants (chiffres en date du 31 août 2013) :
- Liban : 105 militaires au sein de la FINUL ;
- République démocratique du Congo : 23 militaires au sein de la MONUSCO (6 policiers belges de l'EUPOL sont aussi présents en RDC) ;
- Somalie : 5 militaires au sein de la mission européenne en Somalie (EUTM Somalie) ;
- Géorgie : 7 observateurs militaires au sein de la mission européenne en Géorgie ;
- Mali : au sein de l'EUTM Mali ; Le 3 juillet 2016, la Belgique a pris le commandement de la mission EUTM Mali avec 150 hommes sous les ordres du général de brigade Eric Harcourt.
- Afghanistan : 253 militaires au sein de la FIAS
- Irak : un détachement dans le cadre de la formation des soldats irakiens

En 2015 :
- État islamique: 6 chasseurs-bombardiers F-16 ont été déployés dans le cadre de la coalition internationale pour la lutte contre l'état Islamique, ils opèrent depuis la base aérienne d'Azraq en Jordanie

## Budget
Le budget de la Défense belge est en dessous de la moyenne ouest-européenne. Il a baissé de 20,54 % de 1995 à 2011, malgré un produit intérieur brut en croissance de 30,26 % sur la même période. En 2024, il est équivalent à 1,3 % du PIB de l'Etat.

## Liste chronologique de généraux et chefs d'État-Major de La Défense

### XIXesiècle
- Ignace Louis Duvivier (1777-1853)
- Florent Joseph de Mahieu de Diestvelt (1778-1853)
- Albert Prisse (1788-1856)
- Major-général baron Amédée de Failly (1789-1853), ministre de la Guerre
- Albert Goblet d'Alviella (1790-1873)
- Henri de Liem (1792-1875)
- Jean Chapelié (1792-1864)
- André Jolly (1799-1883)
- Nicolas Joseph Trumper (1799-1865)
- Omer Ablaÿ (1801-1886),
- Jules-Gustave Ablaÿ (1803-1875)
- Narcisse Ablaÿ (1806-1879)
- Édouard de Callataÿ
- Armand de Callataÿ
- Georges de Callataÿ
- de Jamblinne de Meux
- Henri Alexis Brialmont (1821-1903)
- Lieutenant général Auguste Wendelen (1831-1900)
- Jean Prosper Beaudrihaye (1836-1898)
- Charles Rouen (1838-)
- Lieutenant général Albert Donny (1841-1923)
- Lieutenant général Paul Timmermans (1842-)
- Lieutenant général Charles-Marie de Braconnier (1849-1917)
- Albert Thys (1849-1915)

### XXesiècle
- Lieutenant général Antonin de Selliers de Moranville, chef d'état-major de l'armée belge en 1914
- Lieutenant général Gérard Leman (1851-1920)
- Général Major Norbert Stroobants (1851-1935), nommé général en 1911 [34],[35]
- Genéral Major honoraire Edouard Empain (1852-1929), aide de camp honoraire de Sa Majesté le Roi[36]
- Lieutenant général Emile Dossin de Saint-Georges (1854-1936)
- Lieutenant général Augustin Édouard Michel du Faing d'Aigremont (1855-1931)
- Lieutenant général Victor Bertrand (1857-1931)
- Lieutenant général Cyriaque Gillain (1857-1931)
- Lieutenant général Léon de Witte de Haelen (1857-1933)
- Lieutenant général Jean-Baptiste Meiser (1857-1940)
- Lieutenant général Jacques de Dixmude (1858-1928)
- Lieutenant général Aloÿse Biebuyck (1860-1944)
- Lieutenant général Louis Bernheim (1861-1931)
- Lieutenant général Louis Ruquoy (1861-1937)
- Lieutenant général Félix Wielemans (1863-1917)
- Lieutenant général Vincent de Longueville (1867-1937)[37]
- Lieutenant général Charles Tombeur de Tabora (1867-1947)
- Lieutenant général Ferdinand de Posch (1869-1952)
- Lieutenant général Philippe Molitor(1869-1952)
- Lieutenant général Émile Galet (1870-1940)
- Lieutenant général Hubert Jolly (1871-1940)
- Lieutenant général Jules Stroobants (1872-1966)[38]
- Lieutenant général Prudent Nuyten (1874-1954)
- Genéral Major André de Meeûs d'Argenteuil (1879-1972)
- Lieutenant général Robert de Wilde (1883-1947)
- Raoul Van Overstraeten (1885-1977)
- Auguste-Édouard Gilliaert (1894-1973)
- Jean-Baptiste Piron (1896-1974)
- Lieutenant général Marcel Jooris (1900-1970) [39]
- Lieutenant général Albert Crahay (1903-1993)
- Général Major Georges Hoyos (1915-1999)
- Édouard Henniquiau
- Général Major Charles Laurent, aide de camp du roi Baudouin Ier[40]

Voir aussi École royale militaire - Anciens élèves notables et Liste des commandants

### Liste des chefs d'État-Major de la Défense depuis 1958
- Lieutenant général baron de Cumont (en) (09.12.1959 - 30.06.1963)
- Lieutenant général G. Wagner (01.07.1963 - 31.03.1965)
- Lieutenant général V. Dessart (01.04.1965 - 31.03.1968)
- Lieutenant général baron G. Vivario (01.04.1968 - 14.03.1972)
- Lieutenant général aviateur Albert Crekillie (15.03.1972 - 31.10.1979)
- Lieutenant général Willy Gontier (01.11.1979 - 30.09.1982)
- Lieutenant général baron Maurice Gysemberg (01.10.1982 - 21.07.1988)
- Lieutenant général José Charlier (22.07.1988 - 30.09.1995)
- Vice-amiral, puis amiral Willy Herteleer (01.10.1995 - 31.12.2002)
- Général d'aviation August Van Daele (01.01.2003 - 01.04.2009)
- Général Charles-Henri Delcour (02.04.2009 - 29.03.2012)
- Général aviateur Gerard Van Caelenberge[41] (13.07.2012 - 12.7.2016)
- Général Marc Compernol (13.07.2016 - 10.07.2020)
- Amiral Michel Hofman[42]  (10.07.2020 - 04.07.2024)
- Général d’aviation Frederik Vansina[43] (depuis le 04.07.2024)